# Afrikansk kopparand
Afrikansk kopparand (Oxyura maccoa) är en afrikansk fågel i familjen änder inom ordningen andfåglar.

## Utseende och läte
Hane i häckningsdräkt har kastanjefärgad kropp, svart huvud och en kraftig blå näbb, medan honan och hanen i eklipsdräkt är mörkbruna med ett blekt streck under ögat och ljusare strupe. Den ligger ofta lågt i vattnet med stjärten vinklad 45°. I flykten är vingarna enfärgat mörkbruna. Lätet är en märklig, nasal drill. Fågeln är den enda kopparanden i regionen.

## Utbredning och levnadssätt
Afrikansk kopparhand har ett stort utbredningsområde, uppdelat på två populationer: en i Östafrika Eritrea, Etiopien, Kenya och Tanzania och en i södra Afrika i Angola, Botswana, Namibia, Sydafrika och Zimbabwe.

### Häckning
I Sydafrika har den konstaterats häcka från juli till april, framför allt under regnperioden mellan september och november. Längre norrut har den häckat under alla månader, men verkar vara beroende av regnfall. Den förekommer i sötvattenssjöar, dammar och laguner, framför allt grunda näringsrika sådana med rik förekomst av kaveldun och Phragmites-vass där den kan häcka. Den har också konstaterats häcka i konstgjorda anläggningar som reningsverksdammar och våtmarker skapade av människan i odlingsbygd i Namibia.

### Utanför häckningstid
Afrikansk kopparand är huvudsakligen en stannfågel men rör sig runt efter häckningen, troligen inte längre än 500 km från häckningsområdena. Då kan den samlas i flockar i upp till 1000 individer i större och djupare sjöar och brackvattenslaguner.

### Föda
Fågeln lever framför allt av bottenlevande invertebrater som fluglarver (Diptera), Tubifex-maskar, Daphnia-ägg och små sötvattensmollusker. Den kan också livnära sig av alger, frön och rötter. Den födosöker genom att dyka och sedan filtrera genom näbben.

## Status och hot
Afrikansk kopparand har ett stort utbredningsområde, men är lokalt förekommande och beståndet är därför mycket litet, uppskattat till endast mellan 4 800 och 5 700 vuxna individer. Den östafrikanska populationen beräknades tidigare bestå av 2000 till 3500 individer, men tros ha minskat kraftigt till enbart 300. Sedan 2017 är den därför upptagen på internationella naturvårdsunionen IUCN:s röda lista för utrotningshotade arter, först placerad i kategorin sårbar för att uppgraderas 2021 till den allvarligare hotkategorin starkt hotad 2021. Det finns begränsad kunskap om orsaken till att fågeln minskar i antal. Den tros vara känslig för föroreningar eftersom den mer än andra andarter födosöker i bottensedimenten. Även habitatförstörelse och plötsliga förändringar i vattennivåer till följd av exempelvis avverkning kan också vara ett hot mot arten. En relativt stor andel av fåglarna dör också av att ha fastnat i fisknät.